# Saint Paul (Minnesota)
Saint Paul er hovedstad i den amerikanske delstat Minnesota. Byen har 311.527(2020) indbyggere. Sammen med Minneapolis danner Saint Paul området kendt som Twin Cities.
Byen er administrativt centrum i Ramsey County.

## Personer fra Saint Paul
- F. Scott Fitzgerald († 1940), forfatter
- Darnella Frazier, aktivist, voksede op i Saint Paul[3]